# Gran Premio Palio del Recioto 2009
Il Gran Premio Palio del Recioto 2009, quarantottesima edizione della corsa e valida come evento dell'UCI Europe Tour 2009 categoria 1.2U, si svolse il 14 aprile 2009 su un percorso di 153 km. Fu vinto dall'italiano Stefano Locatelli che terminò la gara in 4h07'19", alla media di 37,118 km/h.

## Ordine d'arrivo (Top 10)
| Pos. | Corridore          | Squadra      | Tempo    |
| ---- | ------------------ | ------------ | -------- |
| 1    | Stefano Locatelli  | De Nardi     | 4h07'19" |
| 2    | Egor Silin         | Russia       | a 23"    |
| 3    | Daniele Ratto      | Palazzago    | a 53"    |
| 4    | Antonio Santoro    | Marchiol     | s.t.     |
| 5    | Patrick Facchini   | Cremonese    | s.t.     |
| 6    | Davide Appollonio  | Hopplà-Seano | s.t.     |
| 7    | Gianluca Brambilla | Zalf-Désirée | s.t.     |
| 8    | Enrico Battaglin   | Zalf-Désirée | s.t.     |
| 9    | Mirko Battaglini   | Neri Sottoli | s.t.     |
| 10   | Tomas Alberio      | Bottoli      | s.t.     |